# Sonderberichterstatterin für Binnenvertriebene
Die Stelle der Sonderberichterstatterin für die Menschenrechte von Binnenvertriebenen (engl.: Special Rapporteur on the human rights of internally displaced persons) wurde geschaffen, um Binnenvertreibungen zu verhindern, den Schutz der Vertriebenen zu verbessern und die Rolle nationaler Menschenrechtsinstitutionen und anderer relevanter Menschenrechtsakteure beim Schutz von Binnenvertriebenen zu verbessern.

## Das UN-Mandat
Die UN-Menschenrechtskommission schuf diese Stelle am 20. April 2004 mittels einer Resolution, in welcher auch der Auftrag definiert wurde. Dieses UN-Mandat ist auf drei Jahre befristet und wird regelmäßig verlängert. Nachdem die UN-Menschenrechtskommission im Jahr 2006 durch den UN-Menschenrechtsrat ersetzt wurde, ist dieser nun zuständig und übt die Aufsicht aus. Die letzte Verlängerung des Mandates erfolgte am 15. Juli 2016.
Die Sonderberichterstatterin ist keine Mitarbeiterin der Vereinten Nationen, sondern wird von den UN mit einem Mandat beauftragt und dazu erließ der UN-Menschenrechtsrat einen Verhaltenskodex. Der unabhängige Status der Mandatsträgerin ist für die unparteiische Wahrnehmung ihrer Aufgaben entscheidend. Die Amtszeit eines Mandats ist auf maximal sechs Jahre begrenzt.
Sie erstellt thematische Studien und erarbeitet Leitlinien zur Verbesserung der Menschenrechte. Die Sonderbeauftragte macht auf Einladung von Staaten Länderbesuche und kann in beratender Funktion Empfehlungen abgeben. Sie prüft Mitteilungen und unterbreitet den Staaten Vorschläge, wie sie allfällige Missstände beheben können. Sie macht auch Anschlussverfahren in welchen sie die Umsetzung der Empfehlungen prüft. Dazu erstellt sie Jahresberichte zuhanden des UN-Menschenrechtsrat.

## Amtsinhaber
- 1992–2004 Francis Deng – Sudan (direkt dem Generalsekretär der UN unterstellt)
- 2004–2010 Walter Kälin – Schweiz
- 2010–2016 Chaloka Beyani – Sambia
- 2016–2022 Cecilia Jimenez-Damary – Philippinen[30]
- seit 2022 Paula Gaviria Betancur – Kolumbien

## Websites
- Internetseite der Sonderbeauftragten (englisch)